# Calcolatrice

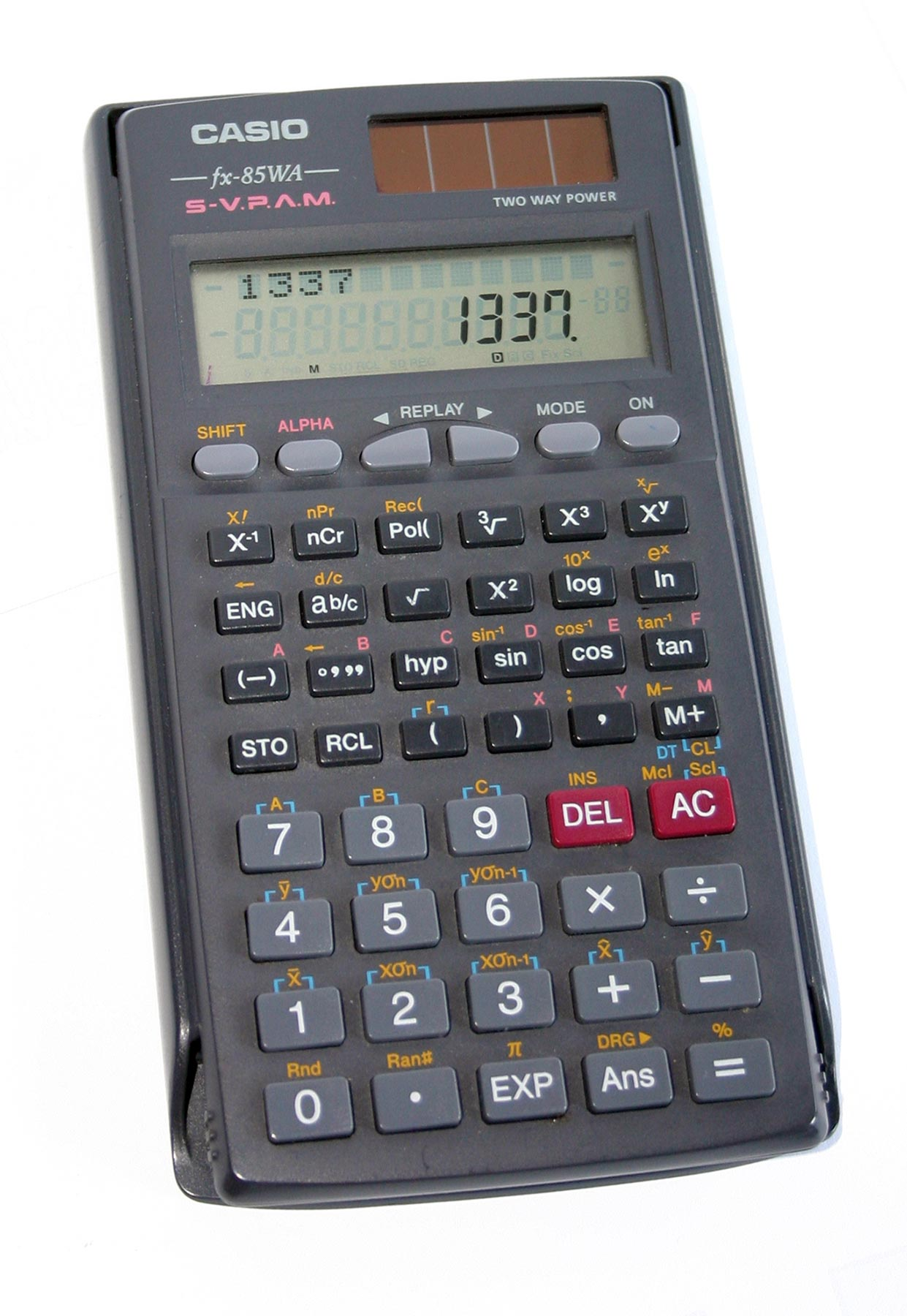
Una calcolatrice scientifica

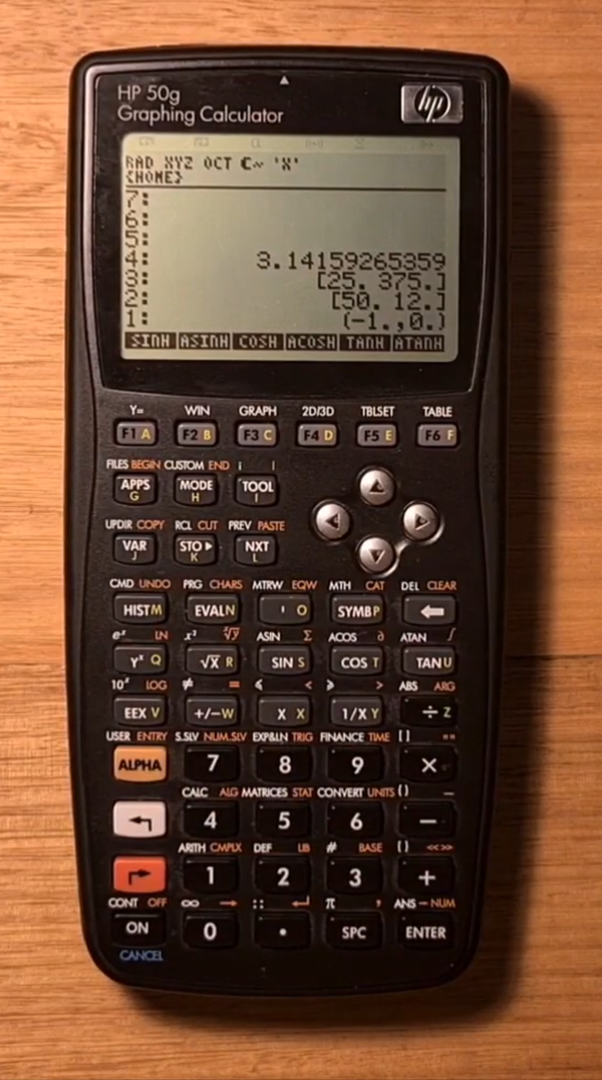

Una calcolatrice è una macchina da calcolo automatizzata, di dimensioni fisiche contenute, in grado di eseguire calcoli matematici ed elaborazione dati. Le prime calcolatrici della storia sono meccaniche e solo in parte automatizzate. Queste vengono realizzate solo a partire dal XX secolo. Le calcolatrici moderne sono elettroniche e vengono prodotte in serie da numerosi fabbricanti, in svariate forme e dimensioni: da quelle tascabili, grandi come una carta di credito, a quelle da tavolo con stampante incorporata.

## Terminologia
Il termine "calcolatrice", inteso come sostantivo e riferito ad una macchina, nasce per ellissi dall'espressione "macchina calcolatrice". Nasce cioè come modo più breve per dire "macchina calcolatrice". Nella sua accezione più ampia, il termine "calcolatrice", inteso come sostantivo e riferito ad una macchina, ha quindi il medesimo significato dell'espressione "macchina calcolatrice". Testimonianza di tale accezione è ad esempio l'articolo che, nel 1946, il Corriere della Sera dedica all'ENIAC, uno dei primissimi calcolatori elettronici digitali della storia.
Le dimensioni fisiche dell'ENIAC sono notevoli (occupa un'intera stanza) e nell'articolo, in riferimento all'ENIAC, si legge: «Un'altra calcolatrice, del peso di 100 tonnellate, è uscita dall'Istituto di tecnologia del Massachusetts». Un altro esempio è il nome di uno dei primissimi calcolatori elettronici digitali costruiti in Italia: la Calcolatrice Elettronica Pisana. Anche la Calcolatrice Elettronica Pisana occupa un'intera stanza. A partire dagli anni Trenta del secolo scorso, fino ai successivi anni Settanta, è in uso un'accezione ristretta del termine "calcolatrice": con il termine "calcolatrice" si fa riferimento a macchine in grado di eseguire le quattro operazioni aritmetiche fondamentali (addizione, sottrazione, moltiplicazione, divisione). All'epoca questa accezione ristretta, nel linguaggio comune, prevaleva nettamente rispetto all'accezione più ampia. Testimonianza ne è ad esempio la terza edizione del libro di Daniele Brini Elementi di calcolo meccanico. All'interno si legge: «In base al loro impiego le macchine da calcolo possono essere classificate in: addizionatrici (che eseguono somme e sottrazioni); calcolatrici (che eseguono le quattro operazioni); contabili (più complesse, che eseguono le registrazioni a ricalco delle scritture e dei conteggi della contabilità aziendale)».
A questa accezione ristretta Adriano Olivetti arriva ad attribuire il significato originario del termine "calcolatrice" inteso come sostantivo e riferito ad una macchina. Nel volume Appendice I dell'Enciclopedia italiana, relativamente alla voce «macchina calcolatrice», scrive infatti: «Secondo le più correnti suddivisioni, queste macchine si distinguono in due categorie fondamentali: addizionatrici e calcolatrici propriamente dette; intendendosi con le prime le macchine atte ad eseguire principalmente le operazioni di addizione e di sottrazione e con le seconde le macchine atte ad eseguire principalmente le operazioni di moltiplicazione e di divisione». Negli anni Settanta del secolo scorso, con la diffusione massiva di macchine in grado di eseguire come minimo le quattro operazioni aritmetiche fondamentali, questa accezione ristretta cade però in disuso. Le macchine che si diffondono in modo massivo a partire dagli anni Settanta del secolo scorso sono caratterizzate anche da dimensioni fisiche contenute. Nello stesso decennio nasce quindi una nuova accezione ristretta del termine "calcolatrice" relativa a macchine caratterizzate da dimensioni fisiche contenute. Questa nuova accezione ristretta è in uso tuttora e, come la precedente accezione ristretta, nel linguaggio comune prevale nettamente rispetto all'accezione più ampia. Nel linguaggio specialistico dell'informatica, lo stesso termine è occasionalmente usato come dispregiativo per descrivere un generico microcomputer (analogamente all'espressione inglese bitty box).

## Tipologia

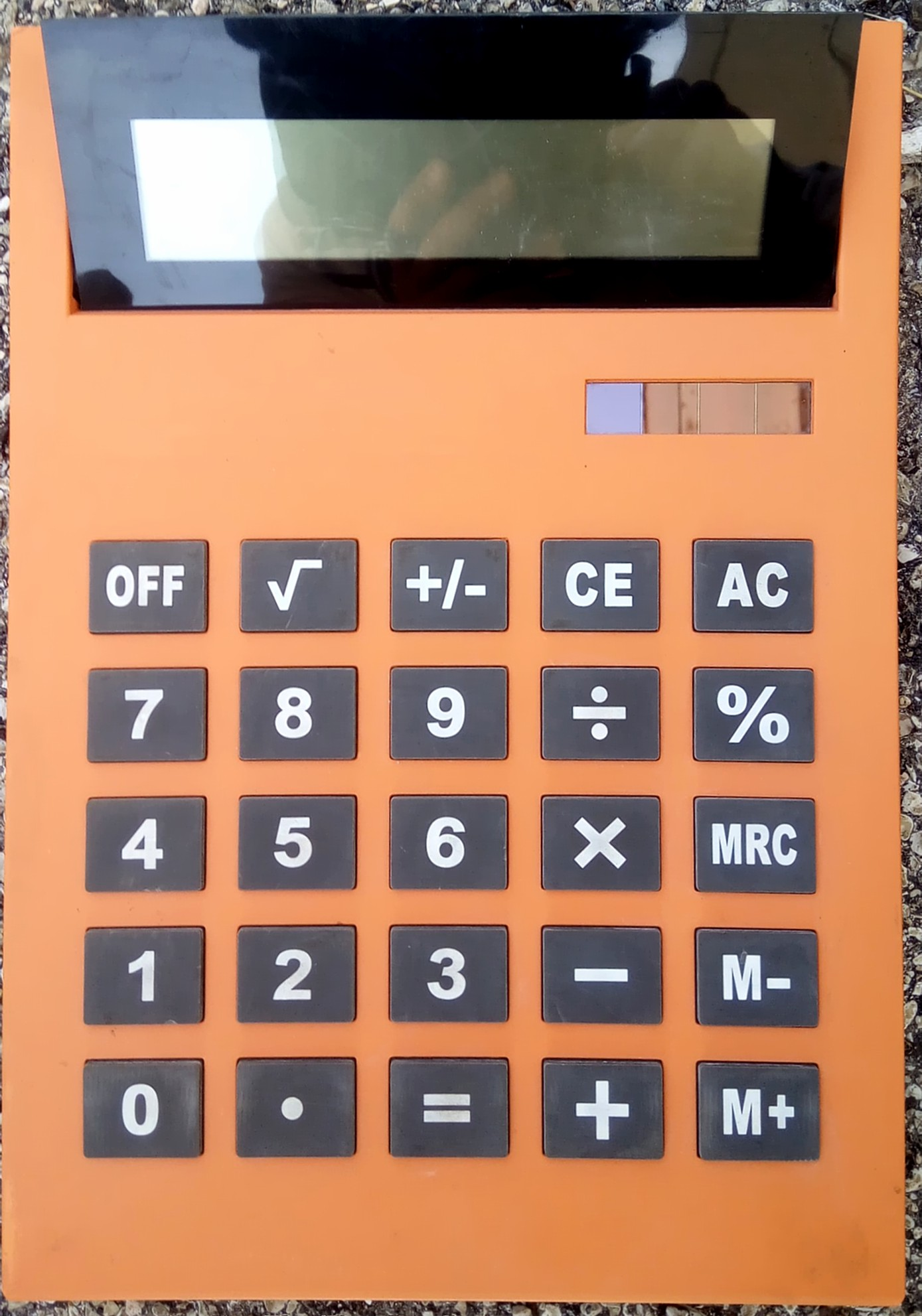
Calcolatrice grande da tavolo a doppia alimentazione, batteria/solare, con schermo reclinabile

Considerando la tecnologia su cui sono basate, si distinguono i seguenti due tipi di calcolatrici:
- calcolatrice meccanica;
- calcolatrice elettronica.

Considerando le dimensioni fisiche, si distinguono i seguenti due tipi di calcolatrici:
- calcolatrice da tavolo;
- calcolatrice tascabile.

Considerando i calcoli matematici che sono in grado di eseguire, si distinguono i seguenti cinque tipi di calcolatrici:
- calcolatrice comune;
- convertitore di valuta;
- calcolatrice scientifica;
- calcolatrice grafica;
- calcolatrice finanziaria.

### Calcolatrice meccanica
Una calcolatrice meccanica è una calcolatrice che esegue i calcoli matematici mediante dispositivi meccanici (ruote dentate, leve, cremagliere, ecc.) tra loro interagenti. Se almeno uno di essi è un dispositivo elettromeccanico, si parla più specificatamente di "calcolatrice elettromeccanica". Le prime calcolatrici della storia erano interamente meccaniche. Un'eventuale componente elettrica serviva solo a fornire la forza motrice, aumentandone la velocità e la praticità. Vi furono anche interessanti tentativi (es. Zuse) di costruire calcolatrici elettromeccaniche basate su relè, ma ebbero scarsissima diffusione. La calcolatrice meccanica è stata soppiantata dalla calcolatrice elettronica in quanto superiore da un punto di vista tecnologico. Ma non è stata soppiantata subito. Per almeno un decennio la calcolatrice meccanica, rispetto alla calcolatrice elettronica, è stata concorrenziale da un punto di vista economico. Negli anni Settanta del secolo scorso, in seguito all'avvento della microelettronica e al conseguente crollo dei prezzi dei componenti elettronici, la calcolatrice meccanica è diventata oggetto da museo.

### Calcolatrice elettronica
Una calcolatrice elettronica è una calcolatrice che esegue i calcoli matematici mediante circuiti elettronici. Inizialmente tali circuiti elettronici sono stati basati sulla valvola termoionica. Le calcolatrici elettroniche a valvole termoioniche hanno avuto però scarsissima diffusione a causa del costo della valvola termoionica. Inizialmente infatti la valvola termoionica è stata un dispositivo elettronico estremamente costoso, che ha reso quindi la calcolatrice elettronica a valvole termoioniche, rispetto alla calcolatrice meccanica, non concorrenziale da un punto di vista economico. Quando il costo della valvola termoionica è sceso, sono state commercializzate le prime calcolatrici elettroniche a valvole termoioniche. Ma l'elettronica stava già cambiando profondamente a causa dell'avvento del transistor. Il transistor è in grado di svolgere le medesime funzioni della valvola termoionica ma, rispetto alla valvola termoionica, ha due importanti vantaggi: un ingombro molto minore e un'affidabilità molto maggiore.
L'invenzione del transistor (successiva a quella della valvola termoionica) ha rappresentato quindi un grandissimo passo avanti per l'elettronica in quanto ha permesso di realizzare circuiti elettronici più piccoli e più affidabili. A distanza di pochissimi anni dalla commercializzazione delle prime calcolatrici elettroniche a valvole termoioniche, sono state commercializzate le prime calcolatrici elettroniche a transistor. Quindi, dopo pochissimi anni, la calcolatrice elettronica a valvole termoioniche è stata soppiantata dalla calcolatrice elettronica a transistor in quanto tecnologicamente superata. Da un punto di vista economico però non è cambiato nulla perché inizialmente anche il transistor è stato un dispositivo elettronico estremamente costoso. La calcolatrice meccanica, anche se tecnologicamente superata, è rimasta comunque concorrenziale da un punto di vista economico. Tutto è cambiato con l'avvento della microelettronica che ha fatto letteralmente crollare il prezzo dei componenti elettronici. Negli anni Settanta del secolo scorso le calcolatrici microelettroniche invadono il mercato e in brevissimo tempo lo conquistano senza più lasciarlo.

### Calcolatrice da tavolo

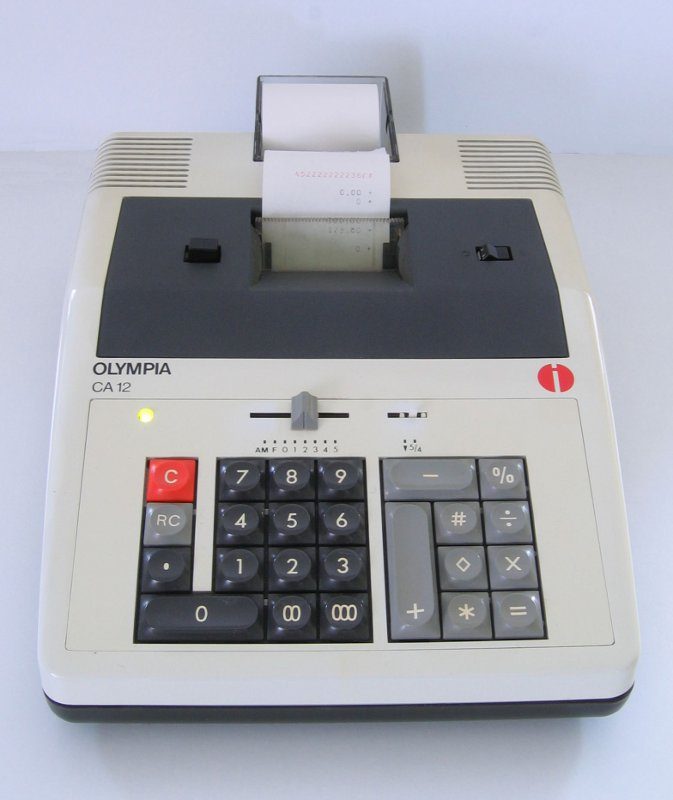
Una calcolatrice da tavolo dotata di stampante

Una calcolatrice da tavolo è una calcolatrice pensata per essere utilizzata su un tavolo. Normalmente è quindi dotata, sul fondo, di quattro piedini che ne favoriscono un appoggio stabile sul tavolo. Le prime calcolatrici da tavolo erano meccaniche. Le moderne calcolatrici da tavolo sono invece elettroniche. Rispetto alla calcolatrice tascabile, la calcolatrice da tavolo ha dimensioni fisiche maggiori. Si sacrifica cioè la sua portabilità in favore della sua usabilità. Normalmente, rispetto alla calcolatrice tascabile, ha quindi tasti più grandi, in modo da rendere meno probabile un'accidentale pressione del tasto sbagliato. Rispetto alla moderna calcolatrice tascabile, spesso la moderna calcolatrice da tavolo ha anche un display più grande, caratteristica che ne facilita la lettura. La moderna calcolatrice da tavolo, essendo elettronica, necessita di alimentazione elettrica. Deve quindi essere collegata alla rete elettrica. In alternativa è dotata di batterie elettriche o di un modulo fotovoltaico. Di norma le calcolatrici elettroniche da tavolo dotate di stampante sono alimentate tramite la rete elettrica perché consumano più energia elettrica.

### Calcolatrice tascabile
Una calcolatrice tascabile è una calcolatrice che, per le sue ridotte dimensioni fisiche, può essere inserita in una tasca di media grandezza realizzata su un capo di abbigliamento per gli adulti. La calcolatrice tascabile è quindi una calcolatrice pensata per essere trasportata con estrema facilità. Contrariamente alla calcolatrice da tavolo, nella calcolatrice tascabile si sacrifica l'usabilità in favore della portabilità. Di norma infatti i tasti della calcolatrice tascabile sono molto piccoli, quindi scomodi da utilizzare. Le prime calcolatrici tascabili erano meccaniche, le moderne calcolatrici tascabili sono invece elettroniche. Di norma le calcolatrici elettroniche tascabili sono alimentate da batterie elettriche, da accumulatori ricaricabili, in alcuni casi affiancati da un modulo fotovoltaico.

### Calcolatrice comune
La complessità delle calcolatrici varia in base all'uso per cui sono progettate. Una comune calcolatrice moderna, utilizzabile per comuni attività, è costituita dai seguenti componenti:
- Fonte di energia elettrica, come una batteria o un piccolo modulo fotovoltaico)
- Display LCD (meno spesso a LED), solitamente in grado di visualizzare da 8 a 12 cifre
- Circuiteria elettronica
- Tastierino comprendente:
  - Le dieci cifre, da 0 a 9
  - Il separatore decimale
  - Il segno di uguale (per richiedere il risultato)
  - Le quattro funzioni aritmetiche (addizione, sottrazione, moltiplicazione e divisione)
  - Un pulsante di cancellazione per cancellare il calcolo che si sta scrivendo
  - Pulsanti di accensione e spegnimento (o un interruttore)
  - Altre funzioni di base come radice quadrata o percentuale (%)
- Quasi tutte le calcolatrici hanno una memoria a numero singolo che può essere richiamata quando necessario.

La memoria di queste calcolatrici non è molto versatile e solitamente è possibile compiere soltanto le operazioni di addizione, sottrazione e richiamo del numero memorizzato; questo resta solitamente in memoria anche spegnendo la calcolatrice e può essere richiamato successivamente.
Dalla metà degli anni ottanta è diventato comune incorporare piccole calcolatrici in altri dispositivi, come telefoni cellulari, cercapersone o orologi da polso.

### Convertitore di valuta

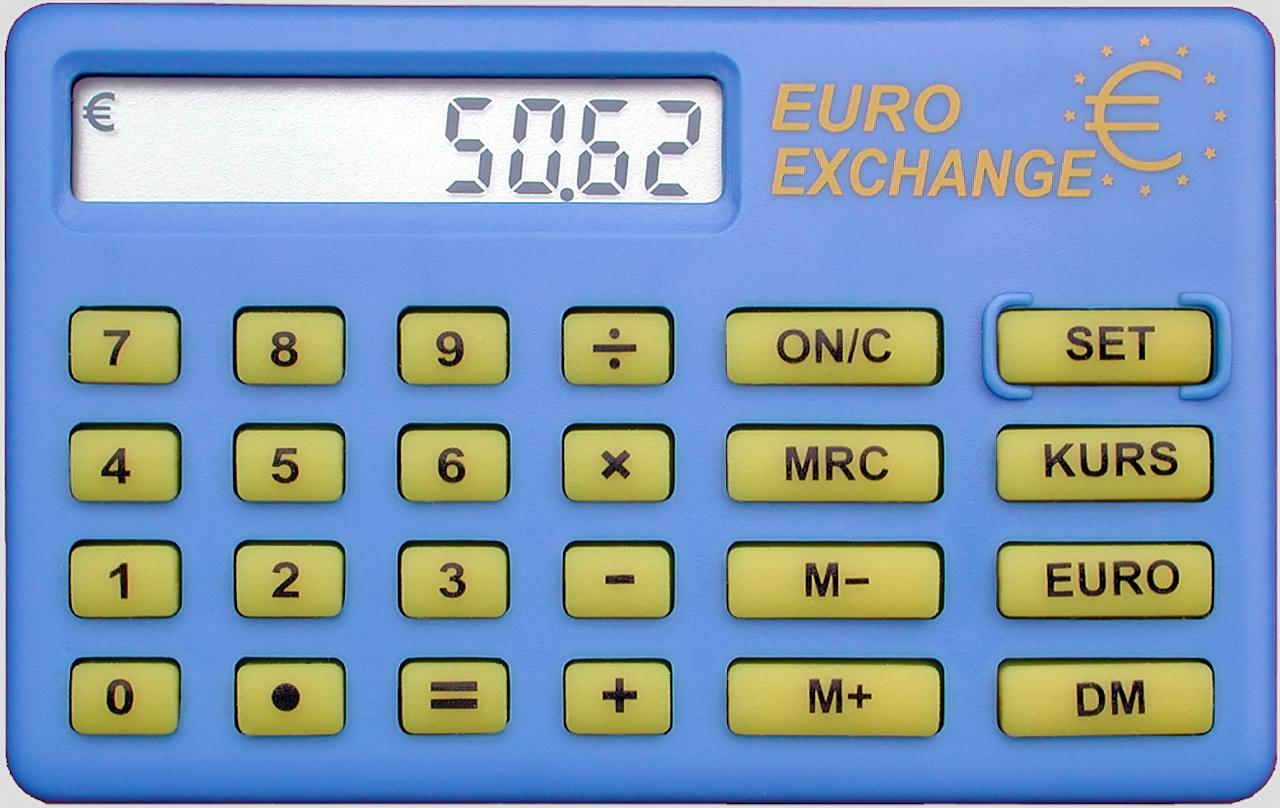
Un convertitore di valuta

Questo tipo di calcolatrice è diventato famoso in Europa in seguito all'introduzione dell'euro (chiamato per questo motivo anche "euroconvertitore") ed alla conseguente necessità di eseguire rapide conversioni tra la valuta locale e la moneta unica europea da parte di consumatori e impiegati. Con il tempo, la popolazione ha guadagnato praticità con la nuova moneta e l'uso di questo tipo di calcolatrice è diminuito.
Questa calcolatrice, rispetto a quella normale, ha una funzione supplementare che permette di memorizzare il tasso di cambio ed eseguire conversioni tramite due pulsanti speciali adibiti allo scopo.

### Calcolatrice scientifica

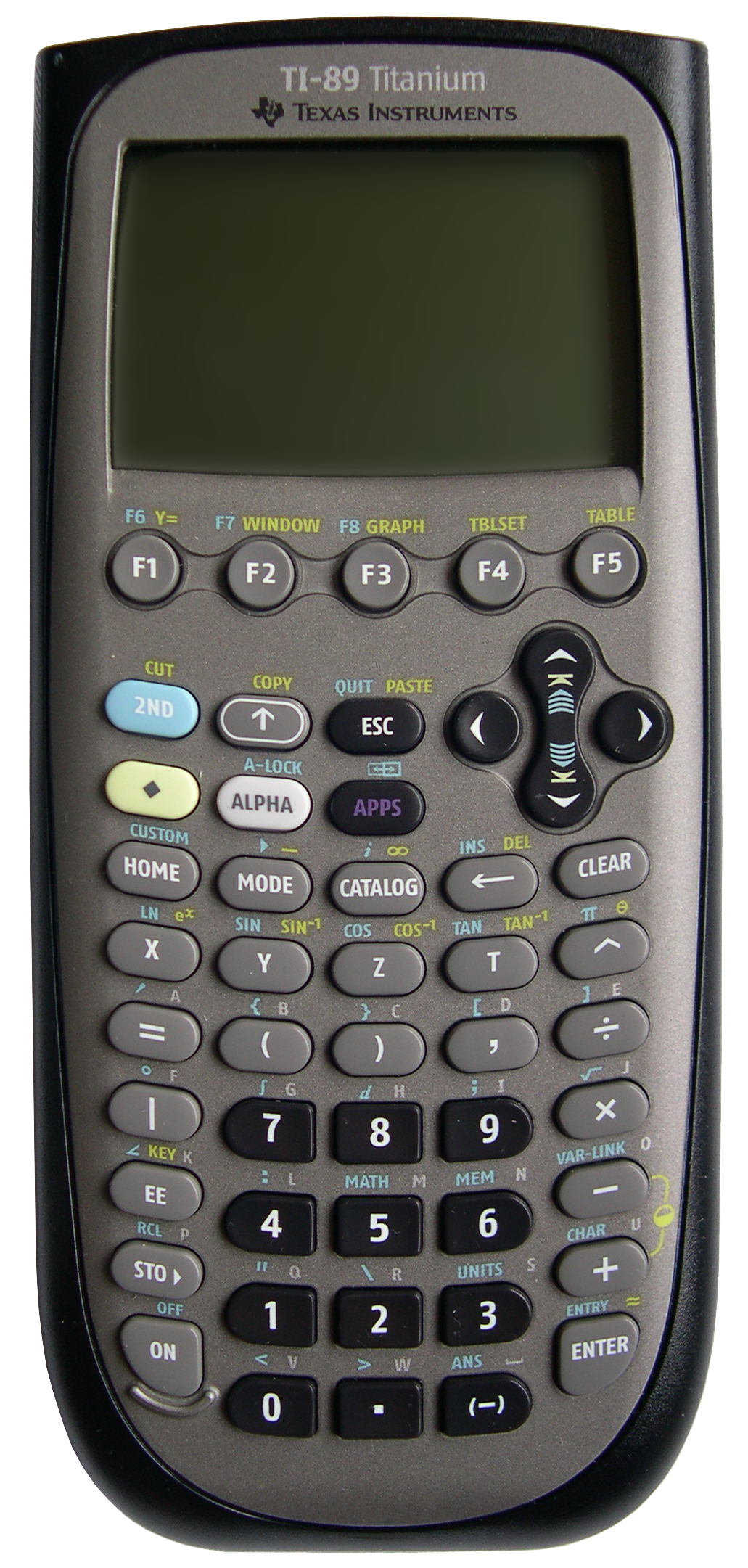
Avanzata calcolatrice scientifica

Le calcolatrici scientifiche hanno numerose funzioni aggiuntive rispetto a quelle comuni, di utilità in varie discipline scientifiche e tecniche come matematica, fisica, ingegneria e per alcuni modelli avanzati anche finanza, con la possibilità di eseguire calcoli di statistica tramite particolari modalità operative.
Le calcolatrici scientifiche più avanzate hanno funzioni per il disegno di grafici (vengono chiamate quindi calcolatrici grafiche) ed includono caratteristiche proprie di un sistema di algebra computazionale.

#### Funzioni
Le funzioni di una calcolatrice scientifica sono molte e variano a seconda del modello. In genere l'introduzione delle operazioni è semplificata dalla possibilità di introdurre espressioni e scorrerle con degli appositi tasti, effettuando eventuali correzioni. Il risultato dell'ultimo calcolo eseguito è richiamabile in un'espressione mediante un apposito tasto, generalmente identificato da Ans (abbreviazione di answer, dall'inglese risposta).
Una funzionalità propria di questo tipo di calcolatrice è la possibilità di operare su frazioni oltre che su numeri decimali. I calcoli si possono eseguire in notazione scientifica per facilitare le operazioni su numeri molto grandi o molto piccoli e tramite un apposito tasto identificato con EXP (in alcuni modelli indicato anche con EE) è possibile inserire direttamente l'ordine di grandezza del numero inserito. In molti modelli vi è la possibilità di operare in diversi sistemi di numerazione e di convertire valori numerici dall'uno all'altro sistema, i sistemi più usati sono:
- decimale
- esadecimale
- ottale
- binario

È possibile operare sugli angoli in gradi sessagesimali o centesimali e radianti con la possibilità di eseguire le rispettive conversioni. Altra funzionalità comune è la conversione tra coordinate polari e coordinate cartesiane. Funzionalità importanti sono le funzioni trigonometriche e le funzioni iperboliche con le rispettive funzioni inverse, le funzioni di logaritmo comune e lineare e di antilogaritmo, operazioni di elevamento a potenza, estrazione di radice e fattoriale. Altre funzioni sono quelle di permutazione e combinazione utili per risolvere alcuni problemi matematici. Queste calcolatrici mettono anche a disposizione una funzione che genera un numero casuale e un tasto per i numeri π ed e, indispensabili nei calcoli di fisica e matematica. In molti modelli sono altresì disponibili delle funzionalità per operare non soltanto su numeri reali, ma anche su numeri complessi, matrici e vettori.

### Calcolatrice programmabile
Molti modelli di calcolatrici scientifiche sono in grado di eseguire anche semplici programmi e per quello vengono chiamate calcolatrici programmabili. Le applicazioni per calcolatrice includono risolutori di equazioni algebriche, modelli finanziari e, talvolta, giochi. Questi modelli permettono anche il collegamento ad un computer o ad altre calcolatrici dello stesso tipo per il trasferimento di dati. Le prime calcolatrici programmabili permettevano di memorizzare i programmi su speciali cartoline magnetiche, mentre quelle più moderne usano memorie flash integrate. Alcune calcolatrici programmabili permettono di scrivere i programmi in un sottoinsieme del linguaggio di programmazione BASIC.
Per tutte queste caratteristiche l'uso di calcolatrici scientifiche programmabili e/o grafiche è stato a lungo vietato durante lo svolgimento di prove scolastiche, in particolare degli esami di maturità.

### Calcolatrice finanziaria
Le calcolatrici finanziarie hanno funzionalità utili in attività legate agli affari e al commercio (tra cui interessi semplici e composti, flusso di cassa, ammortamento, conversione, margini commerciali). Possiedono dei tasti dedicati a vari calcoli finanziari, il che rende tali dispositivi più adatti allo scopo rispetto alle normali calcolatrici.

## Uso

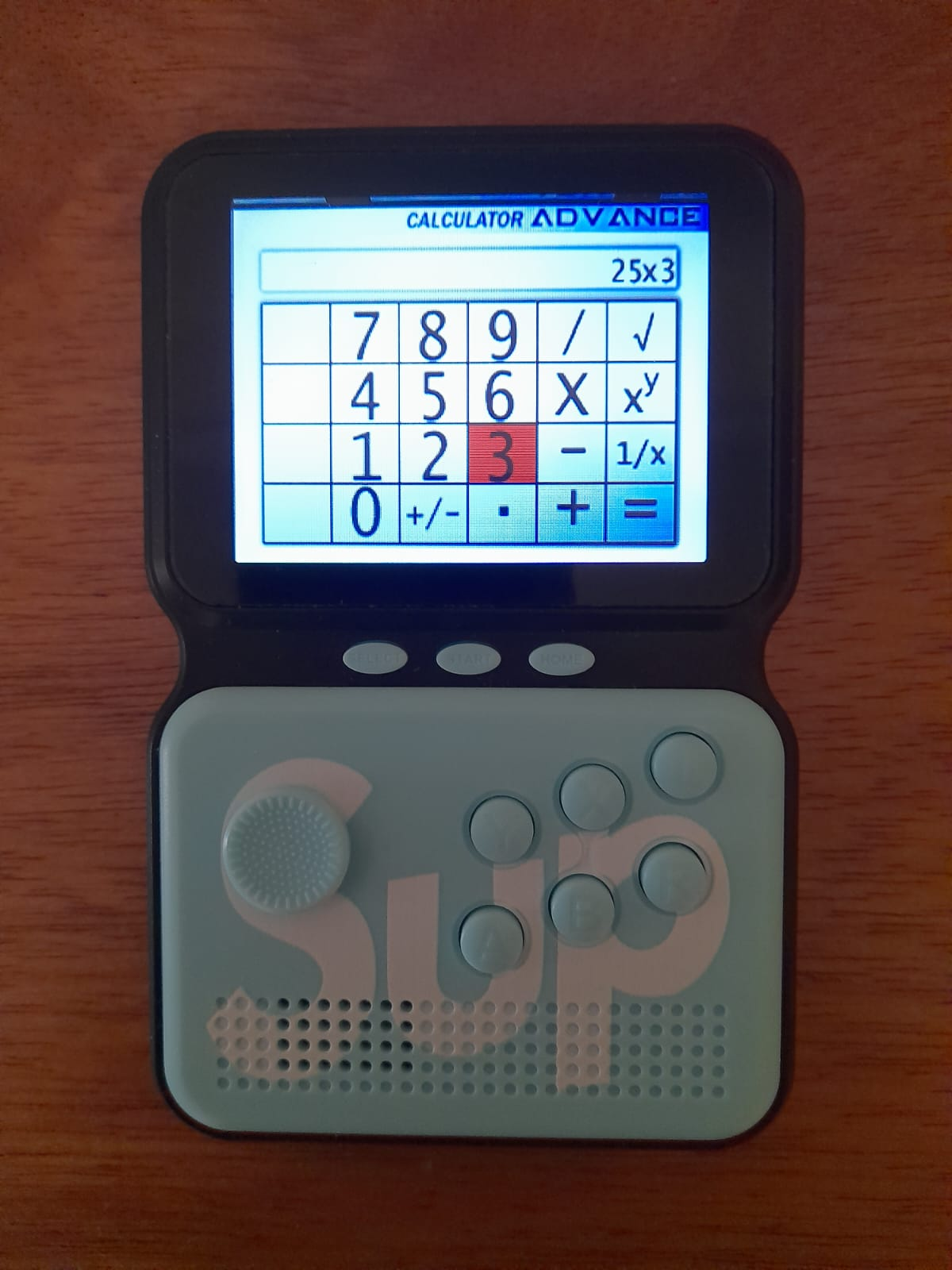
Game Box M3

### Nell'istruzione
Nei paesi più abbienti, gli studenti usano le calcolatrici per i compiti scolastici. Vi furono inizialmente perplessità sulla cosa: si pensava infatti che l'uso della calcolatrice andasse a discapito delle basilari abilità di aritmetica. Sono ancora in atto discussioni sull'importanza della capacità di eseguire calcoli a mano o a mente. In alcuni corsi di studio si preclude l'uso della calcolatrice sino a quando non si è ottenuta una certa capacità di calcolo, mentre in altri lo studio è indirizzato alle tecniche di stima e risoluzione dei problemi.
Altre perplessità possono esservi al riguardo delle eventualità che uno studente sbagli ad impostare un'espressione e che assuma per corretto il risultato, dal momento che l'ha fornito la calcolatrice. Gli insegnanti cercano di limitare questi problemi invitando gli studenti ad eseguire manualmente una stima approssimativa del risultato e di verificarne la compatibilità con quello calcolato tramite la calcolatrice. Un alunno potrebbe anche eseguire un calcolo ed ottenere un risultato senza conoscerne i fondamentali principi matematici coinvolti in esso, usando la calcolatrice come un espediente anziché come uno strumento di apprendimento. Durante compiti, verifiche o esami invece la calcolatrice potrebbe rallentare lo studente che tenderebbe a verificare ogni risultato ottenuto con calcoli fatti a mano.
Nei programmi di insegnamento delle scuole di alcuni paesi (es. Stati Uniti) sono invece presenti dei corsi (soprattutto nelle superiori) in cui è non soltanto ammesso, ma addirittura previsto l'uso sistematico delle calcolatrici e vengono fornite delle nozioni circa le principali tecniche numeriche che le moderne calcolatrici scientifiche programmabili consentono.

### Problemi riscontrabili
Gli errori nel calcolo con la calcolatrice non riguardano solo studenti. Qualunque utente può sbagliare nell'assumere come corretto il risultato della calcolatrice, senza controllare adeguatamente l'ordine di grandezza del risultato, ad esempio la collocazione del separatore decimale. Questo problema si presentava anche all'epoca del regolo calcolatore e dei calcoli fatti a mano, quando il compito di stabilire l'ordine di grandezza del risultato era onere dell'utente.
In linea di principio nessuna calcolatrice è assolutamente esatta. Tranne quando si lavora con numeri interi o con razionali aventi un numero di cifre significative (diverse dagli zeri iniziali o finali) minore della capacità della macchina, il numero verrà troncato in memoria, con un cosiddetto errore di troncamento, per underflow aritmetico. Un'altra possibilità è che la calcolatrice scriva, ad esempio, 51,999999 quando il risultato giusto è, effettivamente, 52. Questo errore algoritmico si presenta soprattutto quando si eseguono operazioni che richiedono un numero molto alto o infinito di passaggi elementari (ad es. l'estrazione di una radice). Gli errori così introdotti riducono la precisione del calcolo con effetti anche molto significativi se gli errori si accumulano. Da questo punto di vista è particolarmente insidiosa la sottrazione di numeri simili. Considero due numeri a e b, rappresentati in macchina con 10 cifre significative. Se solo l'ultima cifra dei due numeri è inesatta, posso considerare l'errore relativamente piccolo. Se però i due numeri hanno le prime 9 cifre uguali, il risultato di un'eventuale sottrazione (a-b) sarà del tutto inattendibile perché tutte le cifre esatte si cancellano a vicenda e resta il risultato della sottrazione tra due cifre quasi casuali.
Inoltre la maggior parte delle calcolatrici eseguono le operazioni nell'ordine in cui vengono immesse, ignorando le regole di precedenza matematiche. Ad esempio, se eseguiamo un'operazione come 2+4×2 su una normale calcolatrice, verrebbe eseguita prima l'addizione e poi la moltiplicazione e il risultato (12) sarebbe un grossolano errore dal punto di vista matematico. Alcuni numeri decimali illimitati, ad esempio il risultato di 2/3, vengono visualizzati impropriamente, generalmente arrotondando (in questo caso a 0,66666667). Inoltre alcuni numeri tipo 0,14285714... (che corrisponde alla frazione 1/7) possono essere difficili da riconoscere nella loro forma decimale. Questo problema viene ovviato con il calcolo su frazioni, permesso dalle calcolatrici scientifiche, che però non è molto pratico da utilizzare per calcoli di routine. Un ulteriore problema sorge dalla scarsa qualità delle tastiere in alcuni prodotti economici che potrebbero non rispondere adeguatamente alla pressione dei tasti.

## Calcolatrici e computer
Una fondamentale differenza tra una calcolatrice e un normale computer è che le calcolatrici operano in genere con la codifica chiamata binary-coded decimal anziché con quella binaria usata dai computer. Inoltre il mercato delle calcolatrici è estremamente sensibile al prezzo e normalmente l'utente si preoccupa di quale sia il modello meno costoso, avente le specifiche di suo interesse, ma non si cura molto della velocità di calcolo (dal momento che è fortemente condizionata dalla rapidità dell'utente nel premere i tasti). Pertanto i progettisti delle calcolatrici tendono a minimizzare il numero di componenti logici nel microprocessore anziché ridurre il numero di cicli di clock necessari ad eseguire un calcolo.

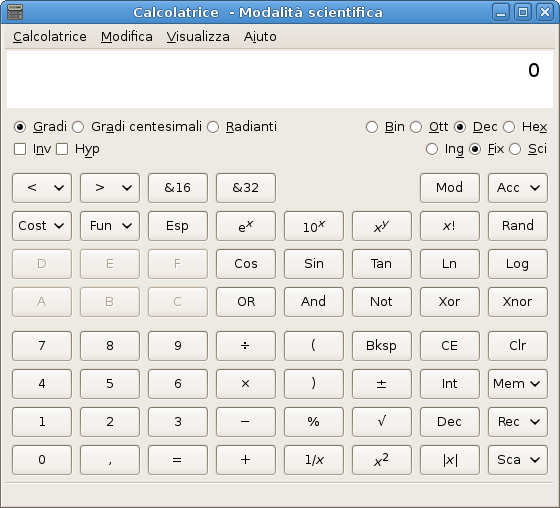
Calcolatrice scientifica GCalctool

Ad esempio, invece di avere una circuiteria hardware dedicata per le moltiplicazioni e le divisioni, una calcolatrice potrebbe implementare operazioni a virgola mobile tramite codice nella ROM (emulando quindi una FPU), ed eseguire le funzioni trigonometriche con l'algoritmo CORDIC, che non richiede una FPU hardware. Per ragioni simili, strutture logiche a trasmissione seriale dei bit sono più comuni nelle calcolatrici rispetto alle strutture parallele usate dai normali computer: una struttura seriale minimizza infatti la complessità del microprocessore, impegnando però un numero maggiore di cicli di clock.
I personal computer e i palmari possono eseguire generici calcoli in svariati modi:
- i computer hanno spesso appositi software per i calcoli, che vanno da una semplice emulazione di calcolatrice come xcalc, KCalc o la Calcolatrice Microsoft, ad avanzati fogli elettronici come Microsoft Excel o LibreOffice Calc.
- per calcoli più avanzati vi sono software che implementano un sistema di algebra computazionale come Mathematica, Maple, MATLAB, Octave o Maxima.
- i browser possono eseguire calcoli usando script lato client, ad esempio JavaScript.
- può essere usato un interprete o un compilatore per un generico linguaggio di programmazione.
- i calcoli possono essere eseguiti lato server, ad esempio con la funzione calcolatrice di Google.

## Storia
Nel recente passato, prima dell'avvento della calcolatrice, venivano usati strumenti di calcolo meccanici non automatizzati (come abachi, bastoncini di Nepero, regoli calcolatori), oppure prontuari (come libri di tavole matematiche), per eseguire difficoltosi calcoli numerici. Il processo di calcolo era laborioso e completamente manuale, quindi fortemente suscettibile ad errori. La calcolatrice, essendo almeno in parte automatizzata, rese più difficile il verificarsi di tali errori. Il suo avvento è quindi di grande importanza nella storia del calcolo automatico.

### Il XVI secolo
In alcuni manoscritti di Leonardo da Vinci databili tra il 1490 e il 1505, oggi conosciuti come Codici di Madrid, viene descritto un congegno meccanico che potrebbe costituire l'unità di calcolo di una calcolatrice meccanica. Sull'uso a cui era destinato il congegno, non ci sono certezze. Di conseguenza non ci sono certezze sul fatto che Leonardo da Vinci abbia costruito, con tale congegno, una calcolatrice meccanica. Se tale ipotesi fosse confermata, Leonardo da Vinci sarebbe la prima persona della storia, di cui si ha notizia, ad impegnarsi nella progettazione di una calcolatrice. Nel 1968 lo studioso di Leonardo da Vinci, Roberto Guatelli, specializzato nella riproduzione di macchine antiche, costruì il congegno di Leonardo da Vinci basandosi sulla descrizione presente nei Codici di Madrid. La riproduzione del congegno di Leonardo da Vinci fu esposta a New York, per un breve periodo, nella collezione privata di macchine da calcolo dell'IBM. In seguito ai dubbi sollevati da alcuni studiosi, tra cui Bern Dibner e I. Bernard Cohen, la riproduzione del congegno di Leonardo da Vinci fu tolta dalla collezione privata dell'IBM.

### Il XVII secolo
Nel XVII secolo la meccanica di precisione, utilizzata negli orologi meccanici, raggiunse livelli molto elevati. Alcuni pionieri del calcolo automatico compresero che i processi di funzionamento degli orologi meccanici non erano molto diversi dai processi di calcolo utilizzabili per eseguire le operazioni di addizione e di sottrazione. Nel 1623, il professore tedesco Wilhelm Schickard, progettò e fece costruire un prototipo di calcolatrice. E non a caso lo chiamò Orologio Calcolatore: era il frutto della tecnologia orologiera dell'epoca. L'Orologio Calcolatore è la più antica calcolatrice conosciuta. Della calcolatrice restò traccia solo in alcune lettere di Wilhelm Schickard a Giovanni Keplero. Circa 20 anni dopo, nel 1645, il matematico francese Blaise Pascal, per aiutare il padre funzionario delle tasse, inventò il dispositivo di calcolo poi conosciuto come Pascalina; esso eseguiva però soltanto addizioni. Nel 1659, il matematico italiano Tito Livio Burattini, costruì una calcolatrice simile a quella di Blaise Pascal, di cui aveva potuto esaminare l'esemplare donato da Pascal alla regina di Polonia. In seguito, il matematico tedesco Gottfried Leibniz realizzò la prima macchina calcolatrice, lo Stepped Reckoner, in grado di eseguire anche le moltiplicazioni grazie ad un innovativo meccanismo chiamato traspositore, basato su un cilindro a scalini con rilievi di diversa lunghezza.

### Il XVIII secolo
All'inizio del secolo successivo, Giovanni Poleni introdusse un nuovo traspositore, basato su una ruota con pioli 
sporgenti mobili. Purtroppo distrusse l'unico prototipo realizzato quando seppe che il premio imperiale a cui aspirava per la sua invenzione era stato attribuito al viennese Anton Braun. Però traspositori simili a quelli di Poleni e Leibnitz furono alla base di quasi tutte le macchine in grado di eseguire moltiplicazioni realizzate nei secoli seguenti.
Nel XVIII secolo oltre a Poleni e Braun vennero inventate altre macchine aritmetiche abbastanza interessanti ed innovative. Però, come per il secolo precedente, la mancanza di un'industria meccanica di precisione impedì che si uscisse dalla fase prototipale o dalla realizzazione di oggetti per le Camere delle meraviglie.

### Il XIX secolo

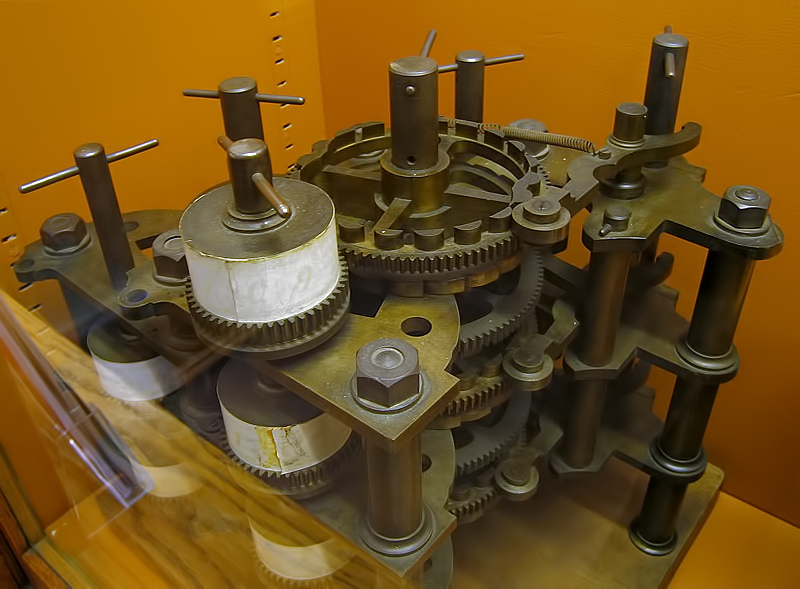
Parte del Difference Engine costruita dal figlio di Babbage con le parti trovate nel suo laboratorio.

In questo secolo, grazie allo sviluppo dell'industria meccanica, vennero messe in pratica le idee dei secoli precedenti e realizzate le prime calcolatrici meccaniche prodotte industrialmente.
Nel 1820 Xavier Thomas de Colmar inizia la produzione del suo Aritmometro, basato sul progetto di Leibniz. Bisognerà attendere la fine del secolo per vedere altre calcolatrici in grado di porsi come valide alternative. Alla fine del 1884, Dorr Felt realizzò la Comptometer, la prima addizionatrice a tasti, a cui fece seguire la Comptograph, la prima calcolatrice scrivente. Tuttavia, il merito di aver introdotto lo scontrino viene normalmente attribuito alla calcolatrice di Burroughs di poco successiva. Sempre in quegli anni, Frank Stephen Baldwin e soprattutto Willgodt Odhner realizzarono le prime calcolatrici che riprendono la ruota a denti mobili di Poleni e che avranno un enorme successo nel secolo seguente.
L'800 vide anche lo sviluppo di altre calcolatrici che ebbero una grande importanza nella storia dei calcolatori. Nel 1822 Charles Babbage iniziò a lavorare al Difference Engine, macchina già concepita nel 1786 da J.H. Müller ma mai costruita fino a quel momento. La macchina doveva servire a riscrivere le tavole logaritmiche che, altrimenti calcolate a mano, presentavano numerosi errori. 
Per vari motivi il progetto venne abbandonato, ne è stata realizzata una ricostruzione nel 1991 basandosi sugli schemi di Babbage.
Nel 1882 Herman Hollerith del MIT realizzò le prime macchine calcolatrici elettriche funzionanti a schede perforate.

### Il XX secolo

#### Dagli anni Trenta agli anni Sessanta
Dalla fine dell'Ottocento agli anni sessanta, le calcolatrici meccaniche dominarono il mercato da ufficio. Tra i maggiori fabbricanti americani si possono ricordare Burroughs, Remington-Rand, Friden, Monroe, SCM-Marchant e Victor. In Europa tra le società più importanti c'erano Brunsviga, Original Odhner, Facit, MADAS e Mercedes Buromaschinen. L'Italia arrivò molto in ritardo su questo mercato ma, grazie al genio di Natale Capellaro, la Olivetti diventò rapidamente uno dei leader mondiali. Tra gli altri produttori italiani si ricorda anche Lagomarsino di Milano.

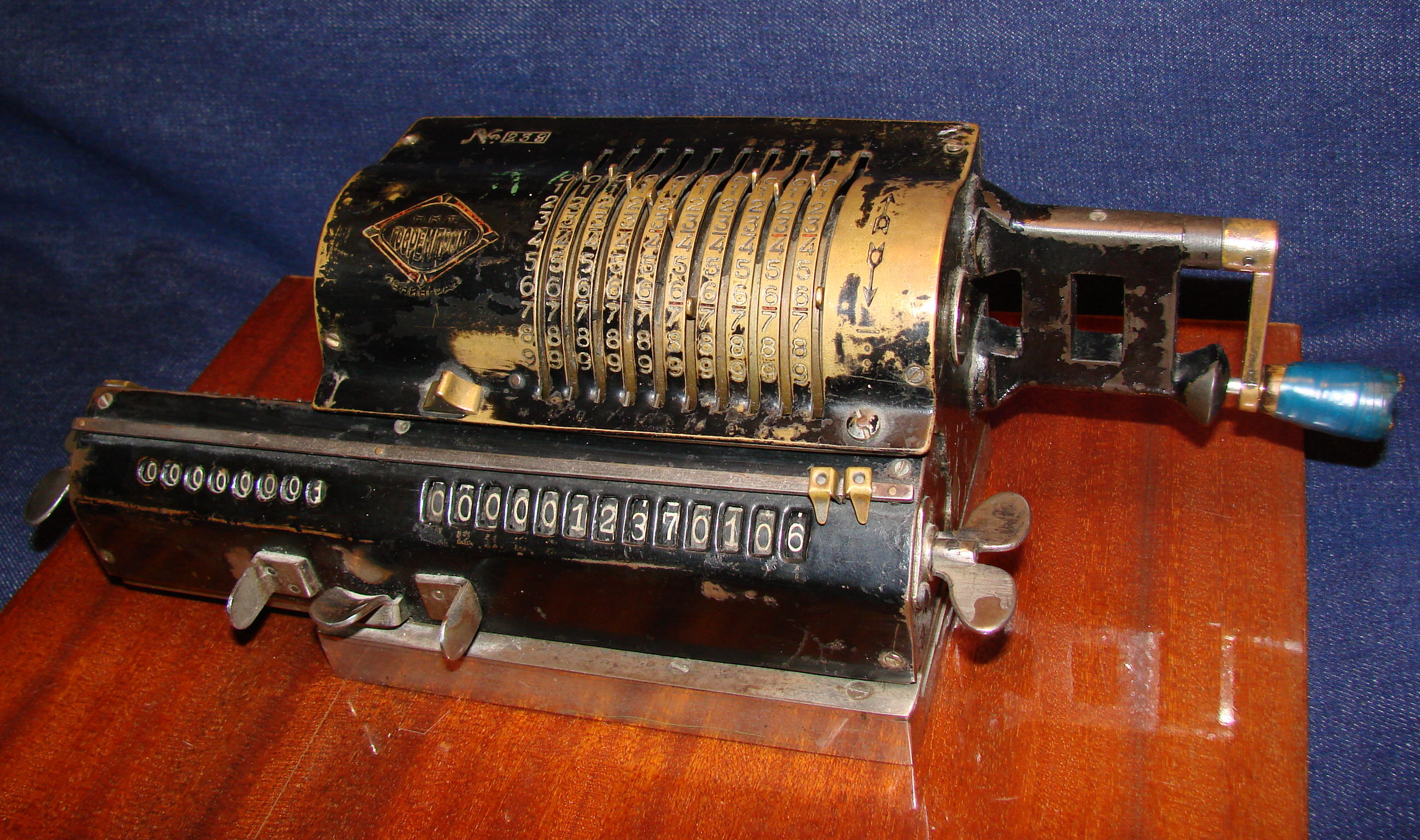
calcolatrice russa tipo Odhner
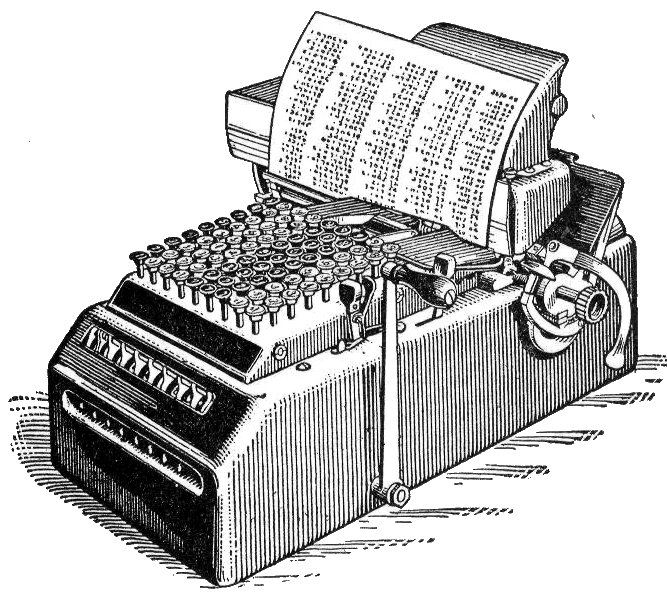
Comptograph 1914)
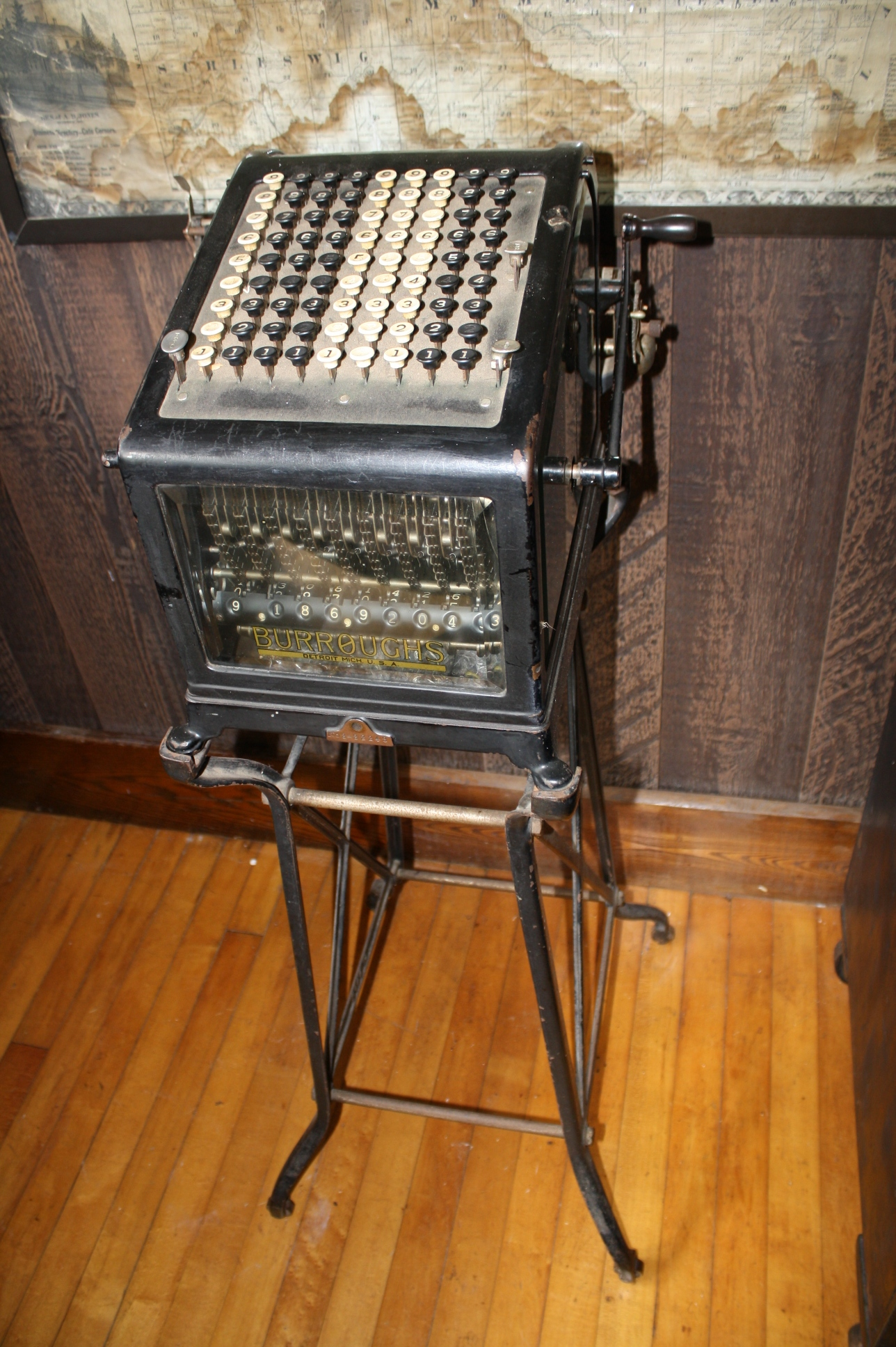
Addizionatrice Burroughs

Le calcolatrici prodotte in questo periodo funzionavano a manovella o tramite un motore elettrico. Molti modelli venivano prodotti con entrambi i tipi di azionamento. 
L'input avveniva tramite cursori o con una tastiera estesa (una colonna di 9 o 10 tasti per ogni posizione decimale). La tastiera ridotta (10 tasti), benché introdotta fin dal 1902, stentò parecchio ad affermarsi definitivamente. Da segnalare il fatto che Oscar Sundstrand introdusse, verso il 1920, l'attuale disposizione dei tasti su quattro righe e tre colonne. Addizioni e sottrazioni venivano eseguite con una singola operazione mentre le moltiplicazioni e divisioni erano svolte, rispettivamente, tramite ripetute addizioni e sottrazioni. Le calcolatrici meccaniche portatili come la Curta del 1948 vennero usate finché non furono sostituite da quelle elettroniche negli anni settanta.
Nel 1936 Alan Turing schematizzò i limiti delle macchine calcolatrici, ponendo le definizioni di quella che sarebbe diventata famosa come macchina di Turing.
Nel 1947 venne inventato il primo transistor affidabile e commercializzabile. All'inizio del 1961 fu lanciata sul mercato la prima calcolatrice totalmente elettronica da ufficio: la Bell Punch/Sumlock ANITA Mk. VII (A New Inspiration To Arithmetic - Una nuova ispirazione all'aritmetica), esteticamente simile alla comptometer. Questa macchina progettata e costruita nel Regno Unito usava valvole termoioniche per la circuiteria e tubi nixie per il display. Questo modello era in qualche modo suscettibile ad errori di calcolo e fu rimpiazzato nel settembre 1961 con la versione Mark. VIII che ebbe assai più successo. Fu dunque sorpassato tecnologicamente quando, a cavallo tra 1963 e 1964 uscirono tre calcolatrici che funzionavano interamente a transistor. Le fonti discordano su quale sia stata effettivamente la prima.
Prevalentemente il primato viene attribuito alla Friden EC-130 che operava con numeri fino a 13 cifre su un monitor CRT da 5 pollici e introduceva la notazione polacca inversa (RPN); essa fu introdotta sul mercato al prezzo di 2200 dollari, circa il triplo del costo di una calcolatrice elettromeccanica dell'epoca. Nel 1964 la Sharp introdusse il CS-10A, altro modello di calcolatrice da ufficio che pesava 25 kg, al costo di 500 000 yen (circa 2500 dollari). Quasi contemporaneamente usciva la IME 84, progettata da Massimo Rinaldi e prodotta dall'italiana Industria Macchine Elettroniche del gruppo Edison. Era dotata di un display con 16 cifre e, nella versione RC, l'unità di calcolo poteva essere collegata a 4 tastiere.

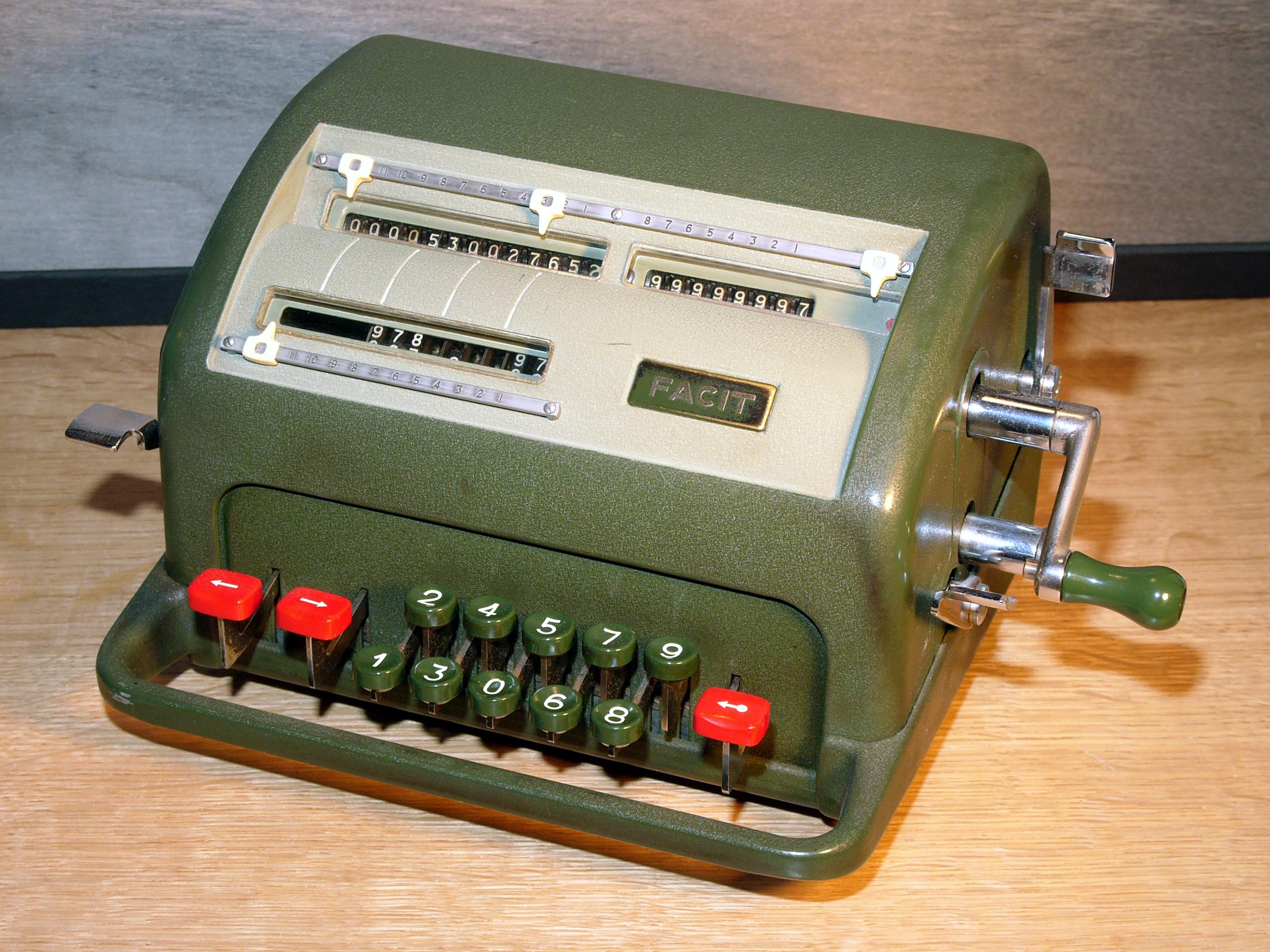
Facit NTK (1954)
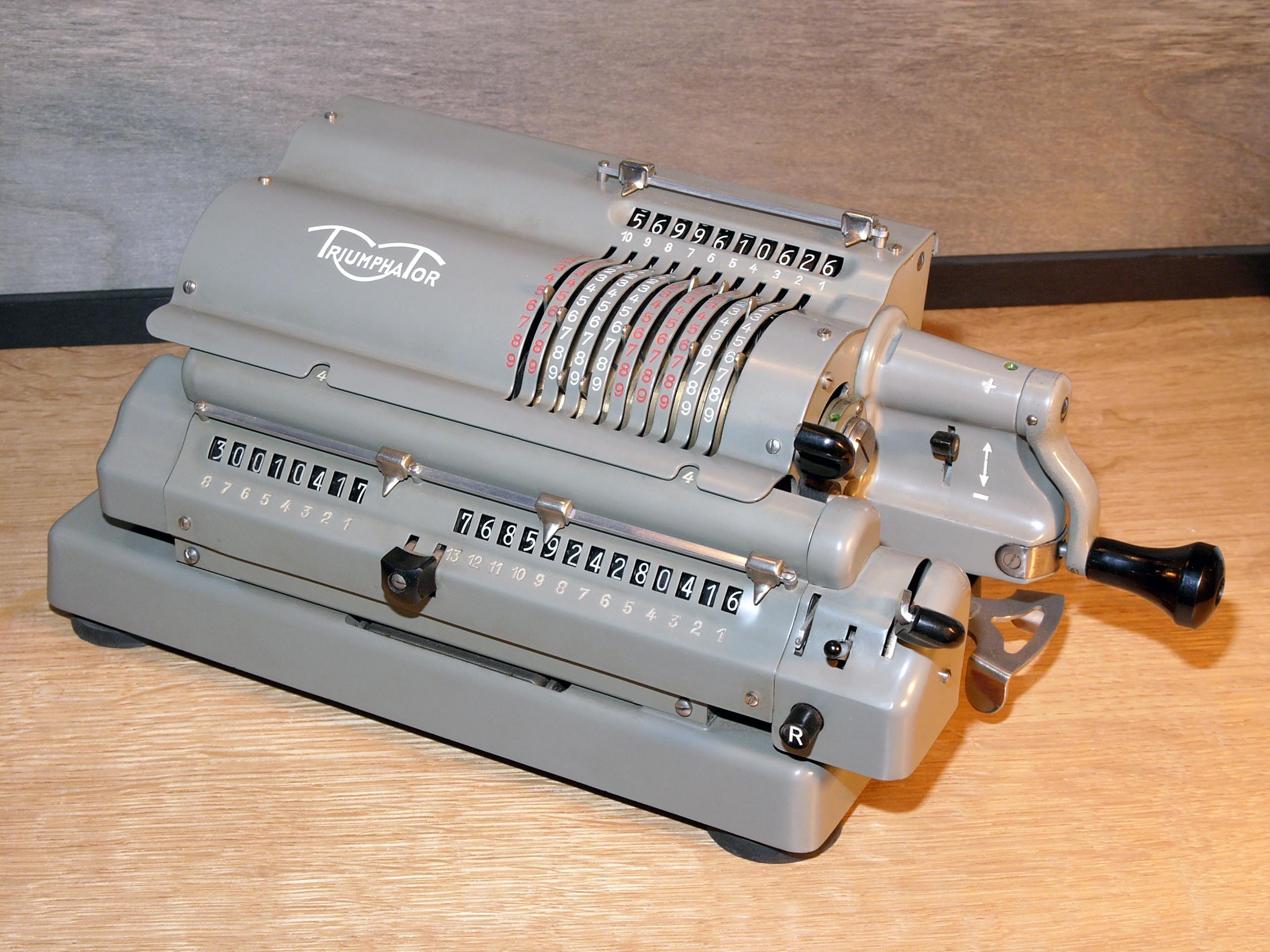
Triumphator CRN1 (1958)
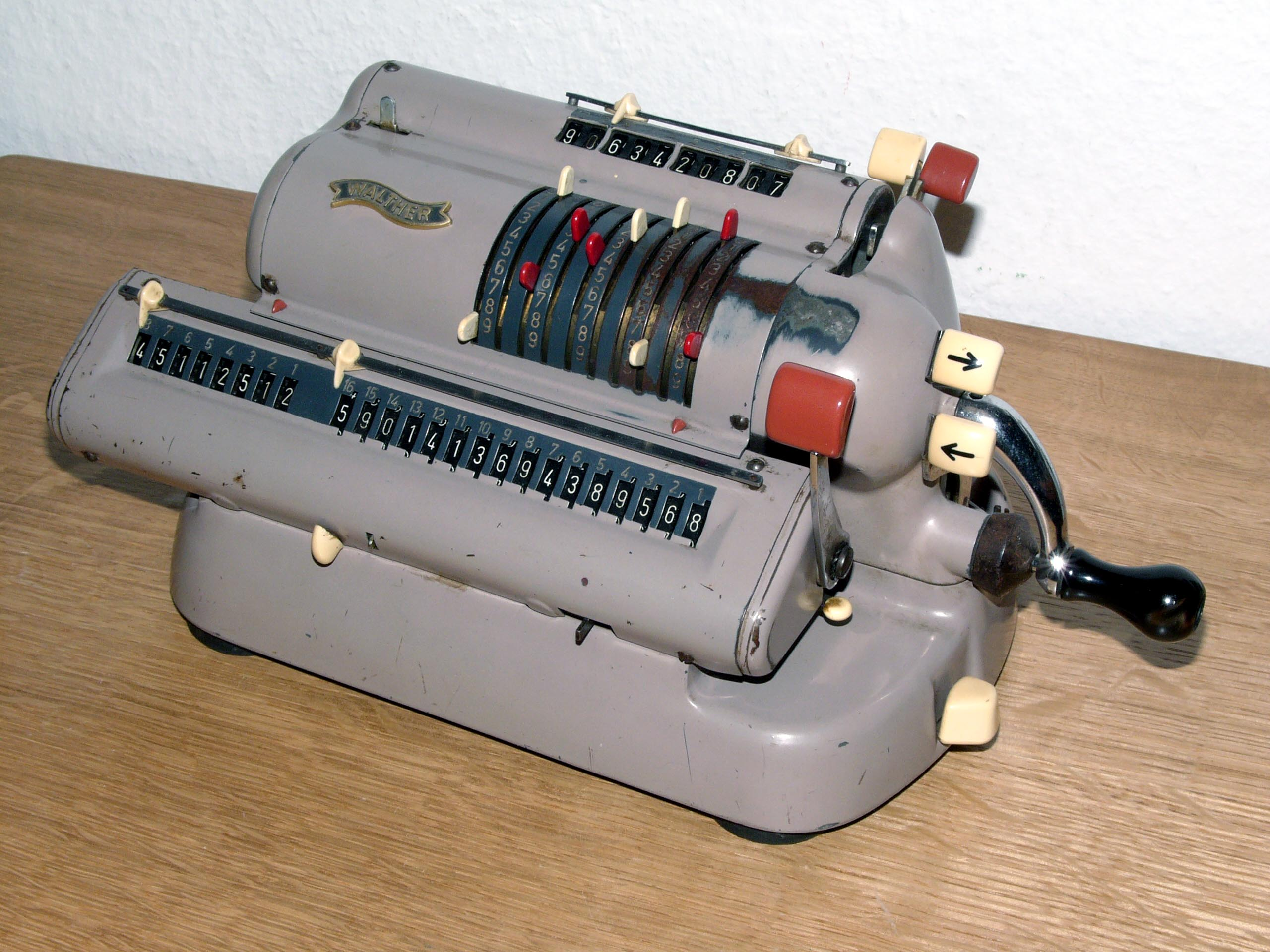
Walther WSR160 (1960)
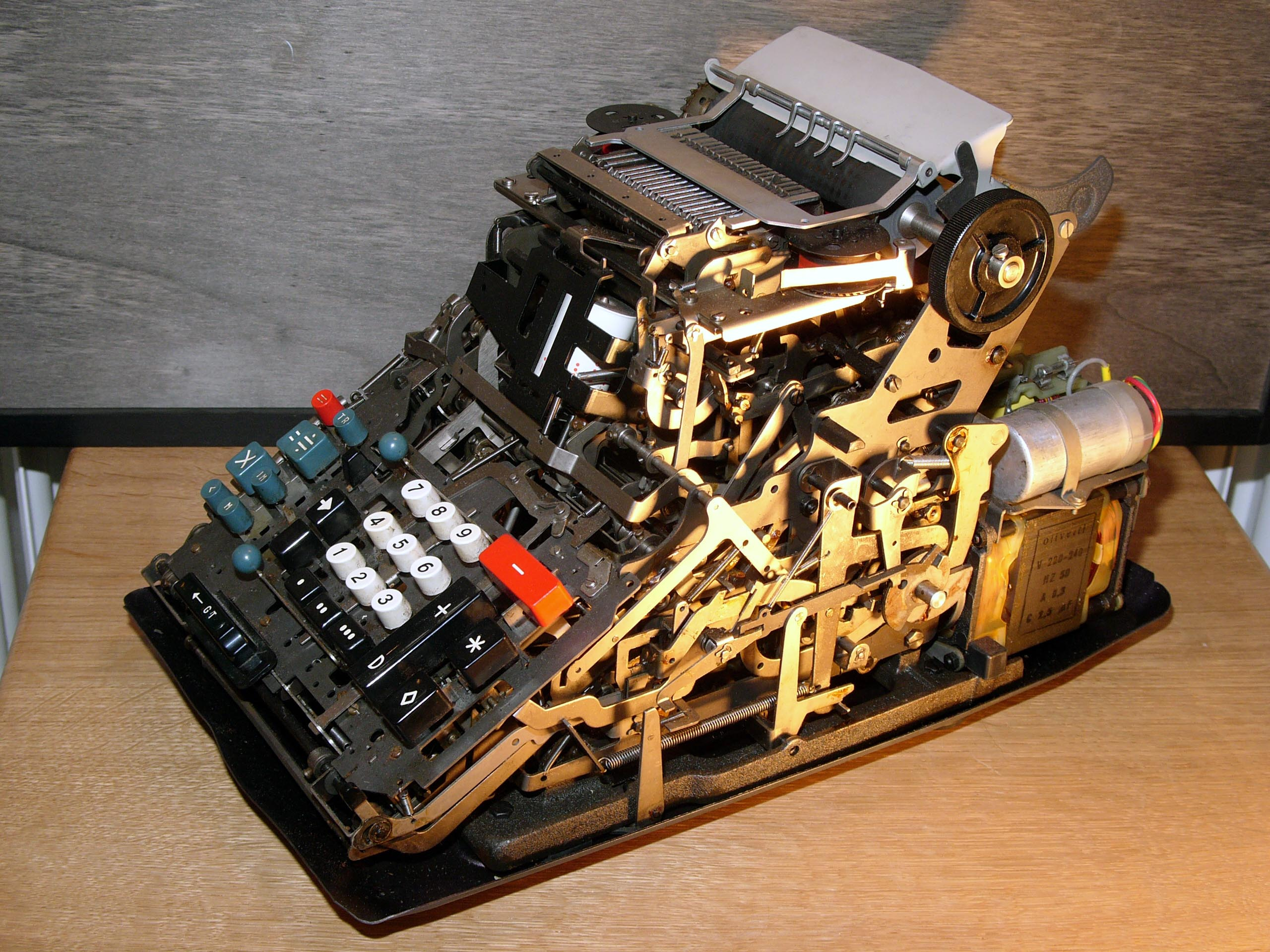
Olivetti Divisumma 24 (1956)
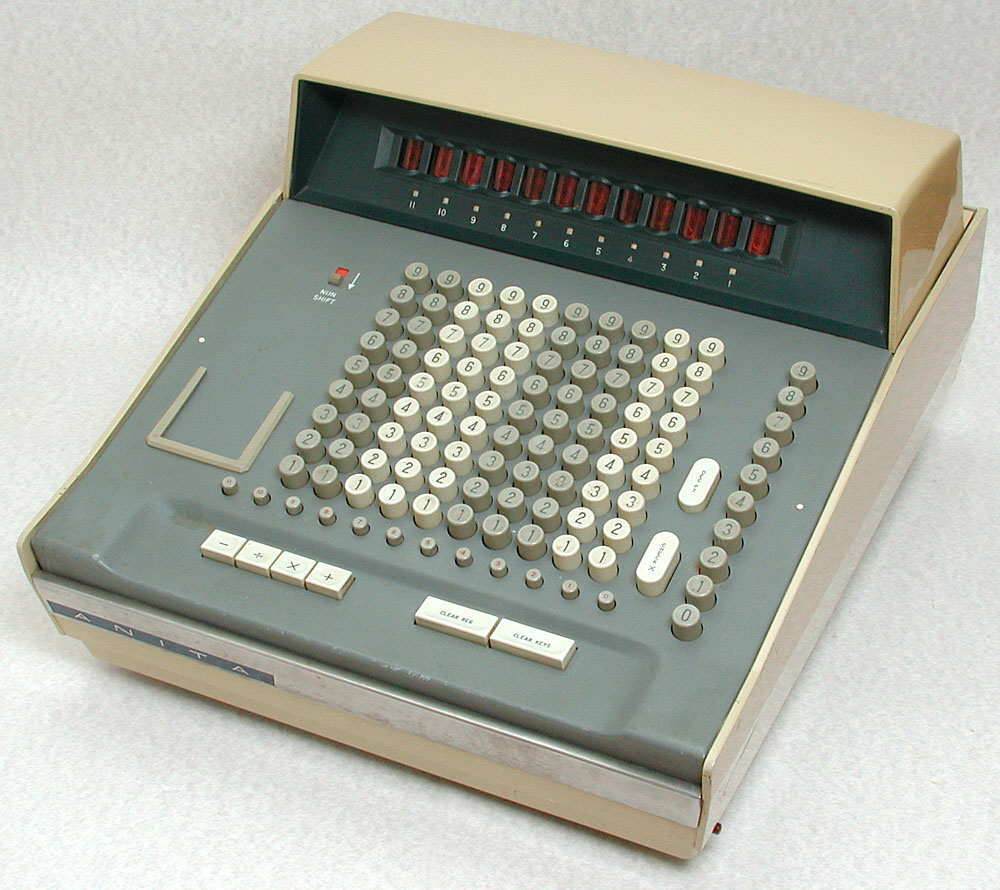
Bell Punch/Sumlock ANITA Mk. VIII (1961)

#### Gli anni Settanta
All'inizio degli anni settanta apparvero i primi circuiti integrati, nel frattempo venne introdotta sul mercato la calcolatrice programmabile Monroe EPIC. Era una grande unità da tavolo collegata ad una unità logica posata a terra e poteva essere programmata per eseguire molte funzioni tipiche di un computer. Ad ogni modo l'unica istruzione di branch era un'istruzione branch non condizionale (GOTO) alla fine dello stack di operazioni, che faceva ritornare il programma alla sua istruzione iniziale. In questo modo non era possibile includere nessuna logica condizionale (IF-THEN-ELSE). In quell'epoca, l'assenza di istruzioni condizionali veniva talvolta utilizzata per distinguere le calcolatrici dai computer. La prima calcolatrice portatile, introdotta nel gennaio 1971, era la Sharp EL-8 commercializzata anche come Facit 1111. Pesava circa mezzo chilogrammo, aveva un display fluorescente a vuoto, batterie ricaricabili NiCd e inizialmente veniva venduta per 395 dollari.
La prima calcolatrice portatile di piccole dimensioni di produzione statunitense, la Bowmar 901B (chiamata comunemente The Bowmar Brain, dall'inglese Il cervello Bowmar), venne commercializzata nell'autunno del 1971 al costo di 240 dollari: misurava 13,1×7,7×3,7 cm, disponeva di quattro funzioni ed aveva un display a otto cifre a LED rossi. Nell'agosto 1972 invece la Sinclair Executive diventò la più piccola calcolatrice tascabile con le sue misure di 13,8×5,6×0,9 cm e il suo peso di 70 grammi, costava 79 sterline. Verso la fine del decennio, calcolatrici simili erano vendute a prezzi inferiori ai 10 dollari.
La prima calcolatrice tascabile con funzioni di tipo scientifico e che poteva quindi sostituire un regolo calcolatore fu l'HP-35 della Hewlett-Packard, commercializzata nel 1972 al prezzo di 395 dollari. Essa utilizzava, come la maggior parte delle successive calcolatrici di progettazione HP, la notazione polacca inversa (RPN) per l'immissione dei calcoli da eseguire. Nel 1973, Texas Instruments introdusse la SR-10 (dove SR significava slide rule, ovvero regolo calcolatore), calcolatrice portatile con sistema di immissione algebrico (il sistema tradizionale da cui la RPN differisce). Questa calcolatrice fu seguita poi dalla SR-11 e infine dalla TI-30.
La prima calcolatrice tascabile programmabile fu la HP-65 del 1974, era dotata di una memoria capace di 100 istruzioni e poteva memorizzare e richiamare programmi tramite un lettore di schede magnetiche incorporato. Un anno dopo l'HP-25C introdusse una memoria interna permanente: i programmi e i dati erano mantenuti in una memoria CMOS anche dopo lo spegnimento. Nel 1979 l'HP commercializzò la prima calcolatrice alfanumerica ed espandibile, l'HP-41C che poteva essere accessoriata con moduli di memorie di tipo RAM (per i calcoli) e ROM (per il software), oltre che con periferiche come lettori di codici a barre, microcassette e drive per floppy disk. Tra gli accessori vi erano anche stampanti termiche a rotolo e comuni interfacce di comunicazioni come EIA RS-232, HP-IL e HP-IB.

#### Gli anni Ottanta e Novanta
I due principali fabbricanti, HP e Texas Instruments, realizzarono continuamente calcolatrici dotate di volta in volta di un maggior numero di funzioni durante gli anni ottanta e gli anni novanta. Alla fine del millennio, la linea che divideva una calcolatrice grafica e un computer palmare non era sempre ben definita. Infatti alcune calcolatrici, come le TI92 e la TI89 della Texas Instruments, e la famiglia HP 48 o la HP-49G della Hewlett Packard potevano derivare e integrare funzioni, eseguire software di elaborazione testi o personal information manager e infine connettersi ad altre calcolatrici o computer tramite cavo o infrarossi.
Nell'Unione Sovietica era disponibile la Elektronika MK-61, una calcolatrice RPN programmabile.

### Il XXI secolo
Nel marzo 2002, HP ha annunciato che non avrebbe più prodotto calcolatrici, cosa che è stata difficile da accettare per alcuni fan dei prodotti dell'azienda. Per esempio la serie HP-48 aveva, e ha in parte tuttora, un fedele sostegno degli utenti, e tuttora è possibile trovare attivi dei forum ad essa dedicati che ospitano programmi ed applicazioni da caricare nella ROM. Le ultime serie prodotte prima dello stop avevano accumulato una serie di riscontri non positivi. La HP-33S infatti aveva rappresentato per molti aspetti (tastiera e funzioni in primis) un passo indietro rispetto alle apprezzatissime HP-32SII e HP-42S (delle quali ancora oggi sono reperibili, su canali di acquisto on line, pochi pezzi con prezzi esorbitanti); e anche la serie HP-49 aveva accumulato una serie di giudizi negativi, soprattutto riferiti alla tastiera in gomma (di scarsa qualità rispetto alle tastiere con pulsanti rigidi incernierati dei modelli classici).
Alla fine del 2003 HP ha però ricominciato la produzione di nuovi modelli, che in alcuni casi tuttavia, secondo alcuni giudizi, non avrebbero la qualità realizzativa e il sobrio design delle prime calcolatrici HP per le quali l'azienda era famosa (adottando invece il più giovane design che caratterizzava, e caratterizza ancora oggi, le contemporanee concorrenti TI). Attualmente, dopo un ritorno ad un 'look and feel' più simile a quello dei modelli classici (HP-50G, HP-35S) e la riedizione in serie limitata di modelli particolarmente apprezzati del passato (es. HP-15C Limited Edition del 2011, in cui un moderno processore ARM emula il funzionamento del modello classico ma ad una velocità dalle 50 alle 150 volte superiore, HP-12C 30th Anniversary Edition con processore simile e analoghi incrementi prestazionali), HP ha presentato un nuovo modello di calcolatrice grafica con display touchscreen a colori, la HP Prime, ed accumulatori al litio, caratteristiche mutuate dai moderni smartphone.
La calcolatrice per calcoli finanziari HP-12C è ancora in produzione: fu introdotta nel 1981 e da allora è stata continuamente commercializzata senza sostanziali modifiche estetiche. Essa è divenuta infatti lo standard de facto per le calcolatrici finanziarie, ed ha tuttora un mercato. Come molte altre calcolatrici HP è caratterizzata dall'implementazione della notazione polacca inversa. Tra i nuovi modelli HP (prodotti dal 2003 in poi) è inclusa una versione migliorata della HP-12C, la HP-12C Platinum Edition con memoria aggiuntiva, un maggior numero di funzioni incorporate e modalità di immissione algebrica.

## Brevetti
- (EN)  US2668661, United States Patent and Trademark Office, Stati Uniti d'America. – Complex computer – G. R. Stibitz, Bell Laboratories, 1954 (catalogato nel 1941 e ricatalogato 1944), dispositivo elettromeccanico che poteva calcolare numeri complessi oltre che registrare i risultati e stamparli tramite telescrivente.
- (EN)  US3819921, United States Patent and Trademark Office, Stati Uniti d'America. – Miniature electronic calculator – J. S. Kilby, Texas Instruments, 1974 (originariamente catalogato nel 1967), calcolatrice portatile (1,4 kg) a batteria con stampante termica.